# Hugenottkrigen

Massakern i Saint-Barthélemy under Bartolomeinatten i Paris år 1572, målad av François Dubois (1529-1584). Katolska folkmobbar dödade mellan 5 000 och 30 000 protestanter.

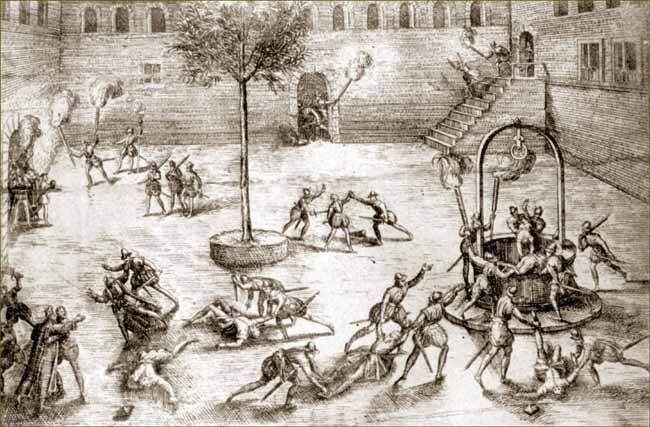
Massakern i Michelade in Nîmes i södra Frankrike, den 29 September 1567: Protestantiska rebeller attackerade och massakrerade hundratals katolska munkar och präster.

Hugenottkrigen (franska: Guerres de Religion) kallas de åtta religionspolitiska konflikterna mellan reformerta protestanter (hugenotter) och katoliker i Frankrike under den andra halvan av 1500-talet.
Omständigheterna kring dessa krig är mycket komplicerade eftersom det bakom konfrontationen mellan religioner utspelade sig ett politiskt ställningskrig: Storbritannien intervenerade på protestanternas sida och Spanien på katolikernas; den inflytelserika ätten Guise ställde sig under parollen "un roi, une foi, une loi" ("en kung, en tro, en lag") i spetsen för den katolska heliga ligan mot husen Condé och Coligny under ledning av Henrik av Navarra på den protestantiska sidan. Mellan dessa två läger fanns de som försökte upprätthålla statens kontinuitet under konflikten samt införa religionsfrihet, till exempel Katarina av Medici, mor till Karl IX och Henrik III, och hennes kansler Michel de l'Hospital.
Man kan urskilja åtta konflikter under kriget:
- 1562–1563: Protestanter massakreras i Wassy av Frans av Guise 1 mars 1562 vilket leder till en konflikt som varar till 19 mars 1563 då freden i Amboise som garanterar religionsfrihet undertecknas.
- 1567–1568: Protestanter tar till vapen för att förmå kungen att samla generalständerna. Ett misslyckat försök att kidnappa kungen i överraskningen i Meaux 1567 åtföljs av en massaker på katolska präster vilket utlöser ett nytt inbördeskrig. Kriget, med en avgörande sammandrabbning i slaget vid Saint-Denis 10 november 1567, slutar i freden i Longjumeau 23 mars 1568.
- 1568–1570: Ett tredje krig utbryter i väst där protestanterna har ett starkt fäste då protestanterna Louis I av Condé och Gaspard de Coligny blir arresterade. Kriget inkluderar slaget vid Jarnac 13 mars 1569 och slaget vid Moncontour 3 oktober 1569 och slutade i ediktet i Saint-Germain som medger protestanterna "säkerhetszoner", dvs. befästa städer.
- 1572–1573: Bartolomeinatten 24 augusti 1572, massakern på protestanter i Paris, i samband med bröllopet mellan Henrik av Navarra och Margareta av Valois, utlöser fortsatta grymheter över hela landet som inte slutar förrän följande sommar då fredsediktet i Boulogne undertecknades i juli 1573.
- 1574–1576: Inbördeskrig utbryter en femte gång då de protestantiska ledarna Henrik I av Condé och Henrik av Navarra lyckas fly från sina övervakade bostäder där vistats sedan Bartolomeimassakern. Efter slaget vid Dormans 10 oktober 1575 avslutas kriget ännu en gång med ediktet i Beaulieu 6 maj 1576 som tillerkänner protestanterna större rättigheter.
- 1576–1577: Den katolska heliga ligan startar ett nytt krig som utmynnar i freden i Bergerac 17 september 1577 och ediktet i Poitiers 8 oktober 1577 som på nytt inskränker protestanternas rättigheter.
- 1579–1580: Henrik III utlöser ett sjunde krig, i syfte att minska heliga ligans betydelse, vilket slutar i freden i Fleix 26 november 1580 och ediktet i Nèrac 28 februari 1579.
- 1585–1598: Konflikten mellan katoliker och protestanter utökas av allianser utanför landets gränser. Protestanterna stöder sina trosfränder i Nederländerna som revolterar mot Spanien och katolikerna finner stöd hos Filip II av Spanien. Slaget vid Coutras 20 oktober 1587 åtföljs av Journée des Barricades 12 maj 1588 då kungen Henrik III, som innerligt hatas av katolikerna, tvingas fly Paris. Samma år försöker han göra slut på ligan genom att låta mörda deras ledare, hertigen av Guise och hans bror kardinalen av Lorraine, i Blois. Henrik blir själv mördad följande år av en fanatisk munk som därmed gör Henrik av Navarra, protestanternas ledare, till ny fransk kung. Som Henrik IV tvingas han återta sitt kungadöme från den katolska ligan som vägrar erkänna honom (slaget vid d'Arques 21 september 1589; slaget vid Ivry 14 mars 1590). Då han konverterar till katolicismen 1593 öppnas Paris portar och han lyckas samla många trogna kring kronan. Ett krig mot Filip II 1595–1598 slutar med freden i Vervins och att Filip II av Spanien tvingas lämna Frankrike. Henrik gör slutligen slut på de religiösa krigen med ediktet i Nantes 1598.